# Tupelo
Tupelo város az Amerikai Egyesült Államok Mississippi államában, Lee megyében, melynek megyeszékhelye. Lakosainak száma 37 923 fő (2020. április 1.).

## Népesség
A település népességének változása:
| Lakosok száma | 23 905 | 30 685 | 33 988 | 34 546 | 38 114 | 37 923 |
|               | 1980   | 1990   | 2000   | 2010   | 2017   | 2020   |

## Nevezetes személyek
- Itt született Elvis Presley (1935–1977) énekes.